# Pavel Zítko

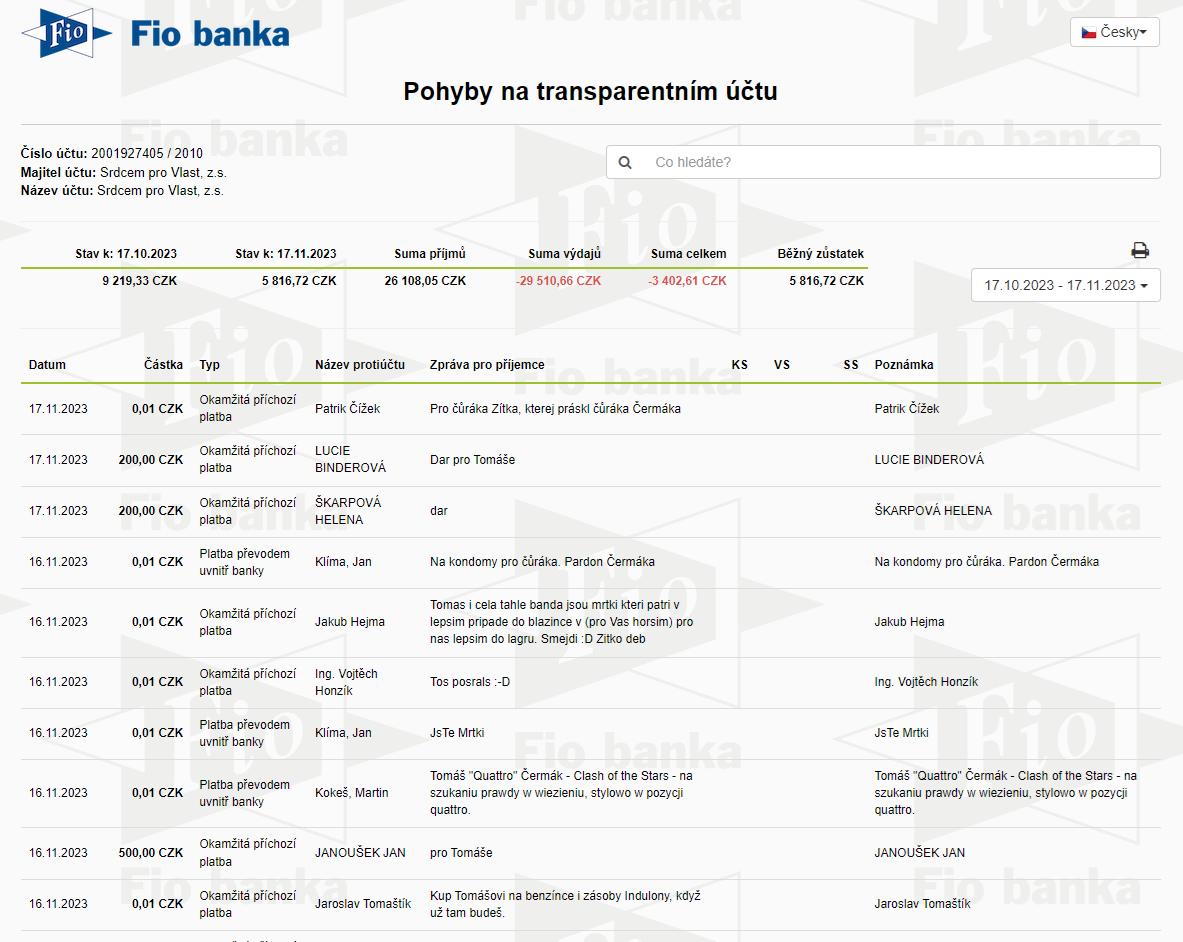
Výpis z transparentního účtu organizace „Srdcem pro Vlast, z.s.“.

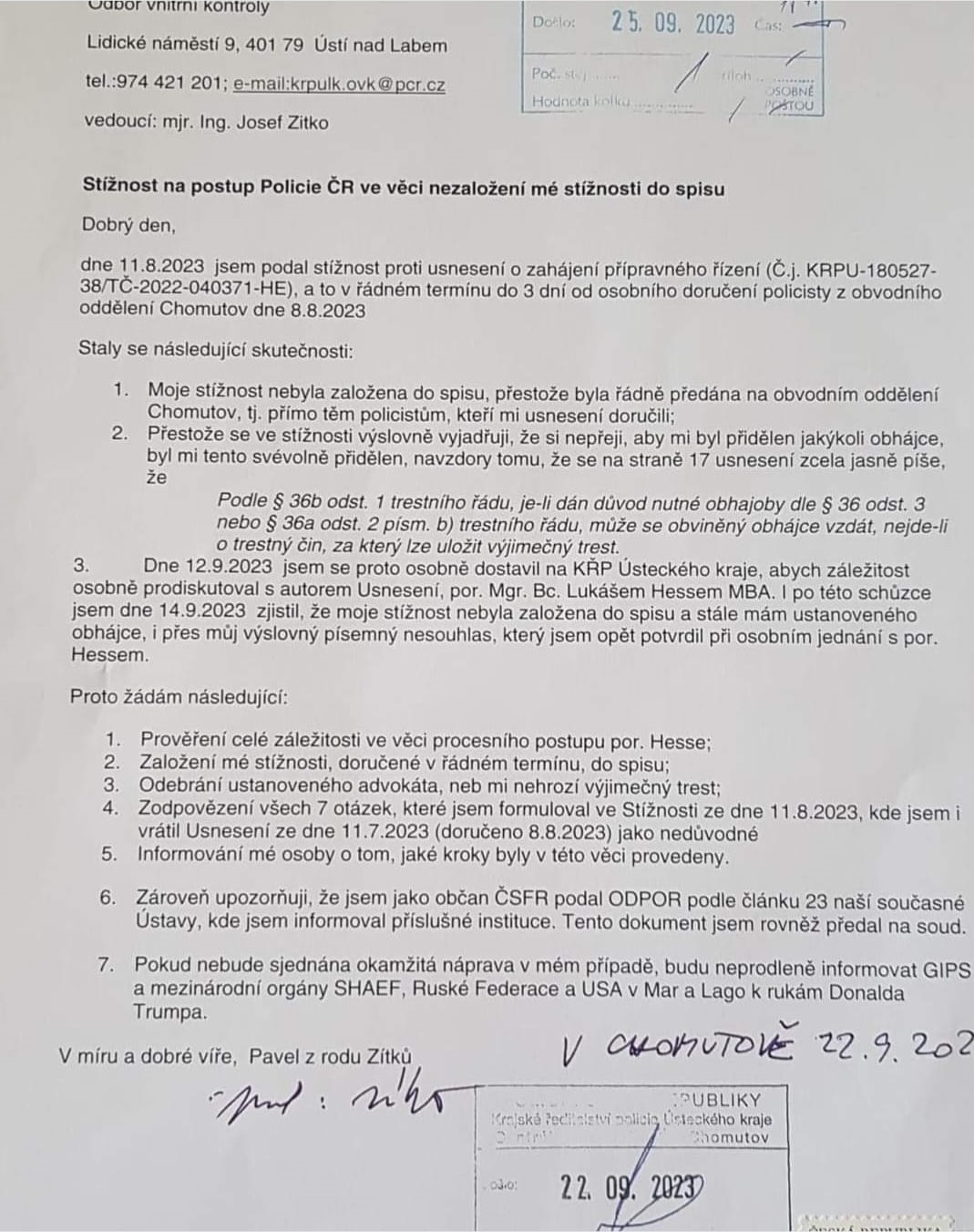
Pavel Zítko sepsal 22. 9. 2023 stížnost na postup Policie ČR.

Pavel Zítko (* 29. ledna 1966 Opočno[zdroj⁠?!]) je český aktivista, jedna z nejviditelnějších postav české dezinformační scény. V roce 2023 se pokusil kandidovat na prezidenta ČR, z důvodu nedostatku podpisů občanů ale byla jeho kandidátní listina odmítnuta. Označuje se za generálního konzula Československé republiky.

## Život a činnost
Pochází z Kadaně. Věnoval se pedagogické a pohostinské činnosti.
Bývá popisován jako aktivní dezinformátor a šiřitel hoaxů; na Facebooku ho sleduje přes deset tisíc lidí.
Dne 1. listopadu 2022 oznámil svou kandidaturu na prezidenta České republiky v nadcházejících volbách v roce 2023. Ačkoli tvrdil, že sesbíral více než potřebných 50 000 podpisů, na ministerstvo vnitra ve skutečnosti doručil pouze 15 589 podpisů. Z nich 399 podpisů bylo zjevně neplatných, protože v nich nebyla vyplněna minimálně jedna z kolonek. Kvůli nízkému počtu ministerstvo ani nezkoumalo správnost údajů. Občané Zítkovi poslali na prezidentskou kampaň půl milionu korun, které vybíral na dvou transparentních účtech svého spolku Srdcem pro vlast; později Deník N přinesl informaci, že finanční prostředky využíval pro osobní účely. Proti rozhodnutí ministerstva vnitra o vyřazení z voleb se Zítko bránil alternativním právním výkladem, podle nějž stačí v termínu předložit jenom část potřebných podpisů a zbytek stačí dodat později.
Podle médií je zadlužen a v exekuci. Podle novinářských odhalení Zítko také využívá své popularity k tomu, že se lidem pokouší prodávat různé produkty, jako neexistující kryptoměny nebo fén, který má z obyčejné vody vyrábět studánkovou vodu.
Dne 10. října 2023 ho policie zadržela v průběhu silniční kontroly z důvodu překročení rychlosti. Hlídka na místě zjistila, že Zítko je podezřelý z trestného činu zpronevěry a byl vydán souhlas se zadržením z důvodu opakovaného se nedostavení k vysvětlení. Po vyslechnutí byl večer téhož dne propuštěn.
V dubnu 2024 po něm bylo vyhlášeno pátrání poté, co se nedostavil k projednávání případu šíření poplašné zprávy u Okresního soudu v Chomutově.
Dne 8. května 2024 předal ruské ambasádě žádost o „pomoc při právní obnově Československa“ adresovanou V. V. Putinovi, v níž se uvedl jako generální konzul Československé republiky.
Dne 24. června 2024 byl zadržen v Kostoľanech pod Tribečom slovenskou policií na základě evropského zatykače vydaného českým soudem. Krajský soud v Nitře na Zítka uvalil předběžnou vazbu.
Dne 30. srpna 2024 začalo u Okresního soudu v Chomutově přelíčení, během nějž Zítko trval na své nevině. V průběhu jednání bylo soudkyní nařízeno jeho vyvedení ze soudní síně, protože vyrušoval křikem.